# Anna Wydra
Anna Wydra é uma produtora cinematográfica polonesa. Como reconhecimento, foi nomeado ao Oscar 2010 na categoria de Melhor Documentário em Curta-metragem por Rabbit à la Berlin.